# 三橡果博物館
49°36′59″N 06°08′20″E / 49.61639°N 6.13889°E

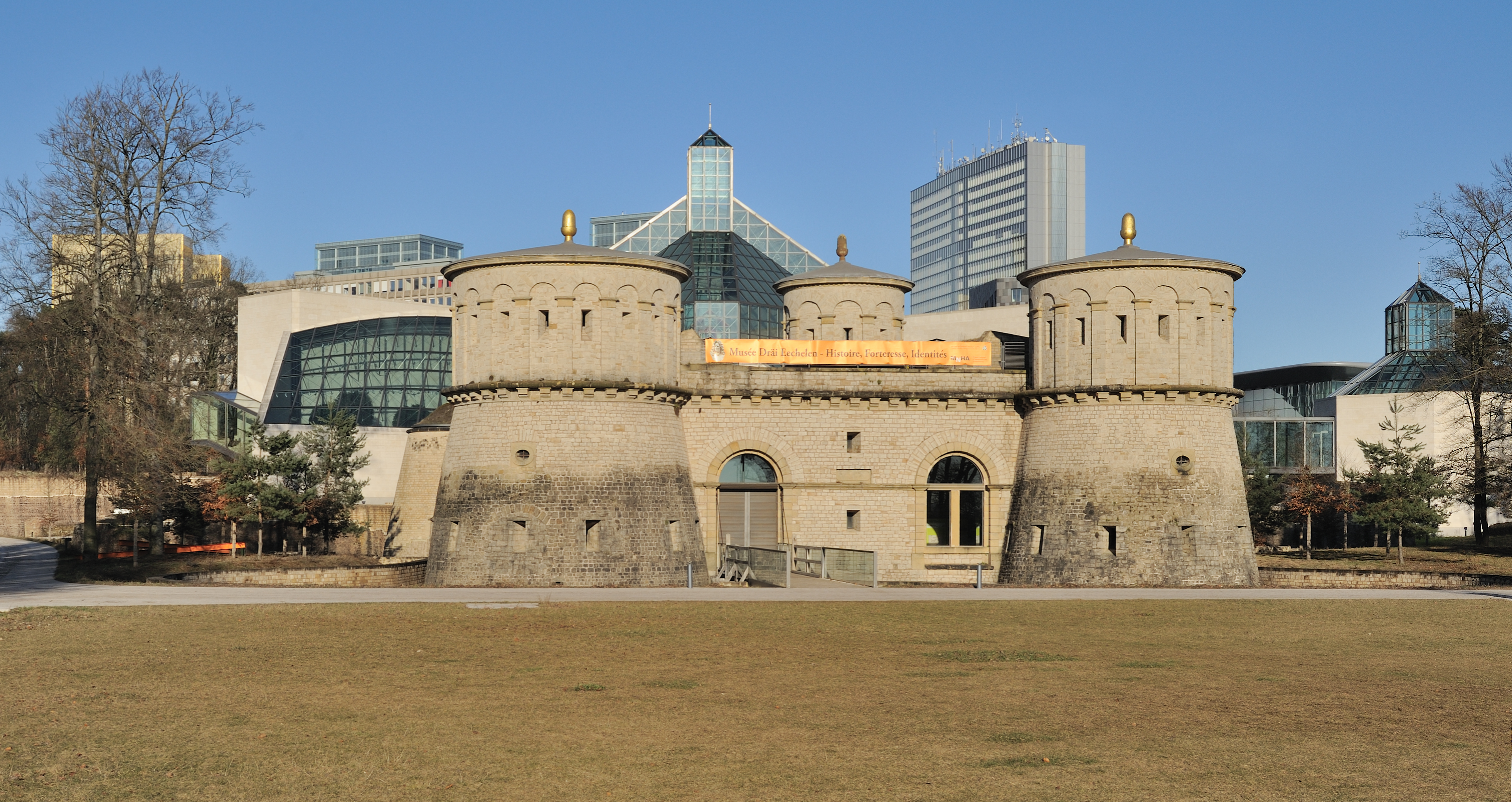

三橡果博物館（Musée Dräi Eechelen）是位於盧森堡盧森堡市的一座博物館。三橡果博物館開業於2012年7月，位於一座18世紀建築廷根城堡之內，展示1443年至1903年盧森堡的歷史。